# Kamienica przy ulicy Studenckiej 6 w Krakowie
Kamienica przy ulicy Studenckiej 6 – kamienica znajdująca się w Krakowie, w dzielnicy I przy ulicy Studenckiej, na Piasku.
Kamienica została wzniesiona w latach 1895–1896 według projektu architekta Leopolda Tlachny. W 1929 roku budynek został przebudowany pod projektem Adama Ślęzaka.
25 marca 1993 kamienica została wpisana do rejestru zabytków. Znajduje się także w gminnej ewidencji zabytków.